# Leptodermis beichuanensis
Leptodermis beichuanensis är en måreväxtart som beskrevs av Hsien Shui Lo. Leptodermis beichuanensis ingår i släktet Leptodermis och familjen måreväxter. Inga underarter finns listade i Catalogue of Life.